# مونوگرام پیکچرز
مونوگرام پیکچرز (انگلیسی: Monogram Pictures) استودیوی فیلم‌سازی و توزیع فیلم در ایالات متحده آمریکا است.
این شرکت که در سال ۱۹۳۱ تأسیس شده مقر آن در شهرهای لس آنجلس و نیویورک است.

## فیلم‌ها
- الیور توئیست
- کپی
- جادوی سیاه
- ترس
- دام
- شکارچیان گرگ
- ویچیتا
- حمله جسددزدها
- ترغیب دوستانه
- اکلاهما
- عشق در بعدازظهر
- سایکلاپس
- حمله زن ۵۰ فوتی
- خائن
- آل کاپون
- بیلی باد
- گروبردار
- کاباره
- پاپیون
- طلا
- یک پلیس
- یک تعطیلات کوتاه
- میتچل
- داستان او
- مردی که می‌خواست سلطان باشد
- زورو
- سیاه و سفید رنگی